# Diócesis de la Santísima Trinidad en Almaty
La diócesis de la Santísima Trinidad en Almaty (en latín: Dioecesis Sanctissimae Trinitatis in Almata y en ruso: Епархия Пресвятой Троицы) es una circunscripción eclesiástica de la Iglesia católica en Kazajistán. Se trata de una diócesis latina, sufragánea de la arquidiócesis de María Santísima en Astaná. Desde el 5 de marzo de 2011 su obispo es José Luis Mumbiela Sierra.

## Territorio y organización
La diócesis tiene 711 600 km² y extiende su jurisdicción sobre los fieles católicos de rito latino residentes en las provincias de Kyzylorda, Turkestán (hasta 2018 llamada Kazajistán Meridional), Jambyl, Almaty y Jetisu (creada en 2022 con parte de Almaty); las ciudades independientes de Almaty y Shymkent (separada en 2018 de Kazajistán Meridional). Como parte de la provincia de Kyzylorda se halla la ciudad de Baikonur, arrendada por Rusia en 1995 hasta 2050.
La sede de la diócesis se encuentra en la ciudad de Almaty, en donde se halla la Catedral de la Santísima Trinidad.
En 2022 en la diócesis existían 11 parroquias:
- Santísima Trinidad, en Almaty;
- Santísima Madre de Dios, en Almaty;
- Inmaculada Concepción de la Virgen María, en Kapchagay;
- Asunción de la Santísima Virgen María, en Talgar;
- Sagrado Corazón de Jesús, en Esik;
- San Juan Bautista, en Taldykorgan;
- Asunción de la Virgen, en Taraz;
- Santa Teresa el Niño Jesús, en Shymkent;
- María, Reina de los Mártires, en Zharkent;
- San Andrés Kim, en Jetigen.

## Historia
La administración apostólica de Almaty fue erigida el 7 de julio de 1999 mediante un decreto de la Congregación para la Evangelización de los Pueblos, separando territorio de la administración apostólica de Kazajistán de los latinos (hoy diócesis de Karagandá).
El 17 de mayo de 2003 fue elevada a diócesis mediante la bula Dilectae Almatensis del papa Juan Pablo II y pasó a formar parte de la provincia eclesiástica de la arquidiócesis de María Santísima en Astaná.

## Estadísticas
Según el Anuario Pontificio 2023 la diócesis tenía a fines de 2022 un total de 42 000 fieles bautizados.
| Año                                                                             | Población            | Población | Población      | Sacerdotes | Sacerdotes    | Sacerdotes    | Bautizados por sacerdote | Diáconos permanentes | Religiosos | Religiosos | Parroquias |
| Año                                                                             | Bautizados católicos | Total     | % de católicos | Total      | Clero secular | Clero regular | Bautizados por sacerdote | Diáconos permanentes | Varones    | Mujeres    | Parroquias |
| ------------------------------------------------------------------------------- | -------------------- | --------- | -------------- | ---------- | ------------- | ------------- | ------------------------ | -------------------- | ---------- | ---------- | ---------- |
| 2000                                                                            | 50 000               | 6 312 600 | 0.8            | 12         | 8             | 4             | 4166                     |                      | 5          | 5          | 7          |
| 2001                                                                            | 50 000               | 6 267 000 | 0.8            | 11         | 8             | 3             | 4545                     |                      | 4          | 5          | 7          |
| 2002                                                                            | 50 000               | 6 267 000 | 0.8            | 15         | 10            | 5             | 3333                     |                      | 7          | 6          | 7          |
| 2003                                                                            | 50 000               | 6 267 000 | 0.8            | 15         | 10            | 5             | 3333                     |                      | 8          | 6          | 7          |
| 2004                                                                            | 50 000               | 6 267 000 | 0.8            | 17         | 11            | 6             | 2941                     |                      | 9          | 7          | 7          |
| 2005                                                                            | 50 000               | 6 267 000 | 0.8            | 18         | 13            | 5             | 2777                     |                      | 6          | 6          | 8          |
| 2010                                                                            | 50 000               | 6 400 000 | 0.8            | 18         | 11            | 7             | 2777                     |                      | 10         | 18         | 9          |
| 2014                                                                            | 40 000               | 6 372 000 | 0.6            | 16         | 9             | 7             | 2500                     |                      | 8          | 18         | 10         |
| 2017                                                                            | 40 000               | 7 013 500 | 0.6            | 16         | 11            | 5             | 2500                     |                      | 6          | 22         | 10         |
| 2020                                                                            | 41 000               | 7 255 400 | 0.6            | 19         | 14            | 5             | 2157                     |                      | 8          | 21         | 11         |
| 2022                                                                            | 42 000               | 7 350 240 | 0.6            | 19         | 14            | 5             | 2210                     |                      | 8          | 17         | 11         |
| Fuente: Catholic-Hierarchy, que a su vez toma los datos del Anuario Pontificio. |                      |           |                |            |               |               |                          |                      |            |            |            |

## Episcopologio

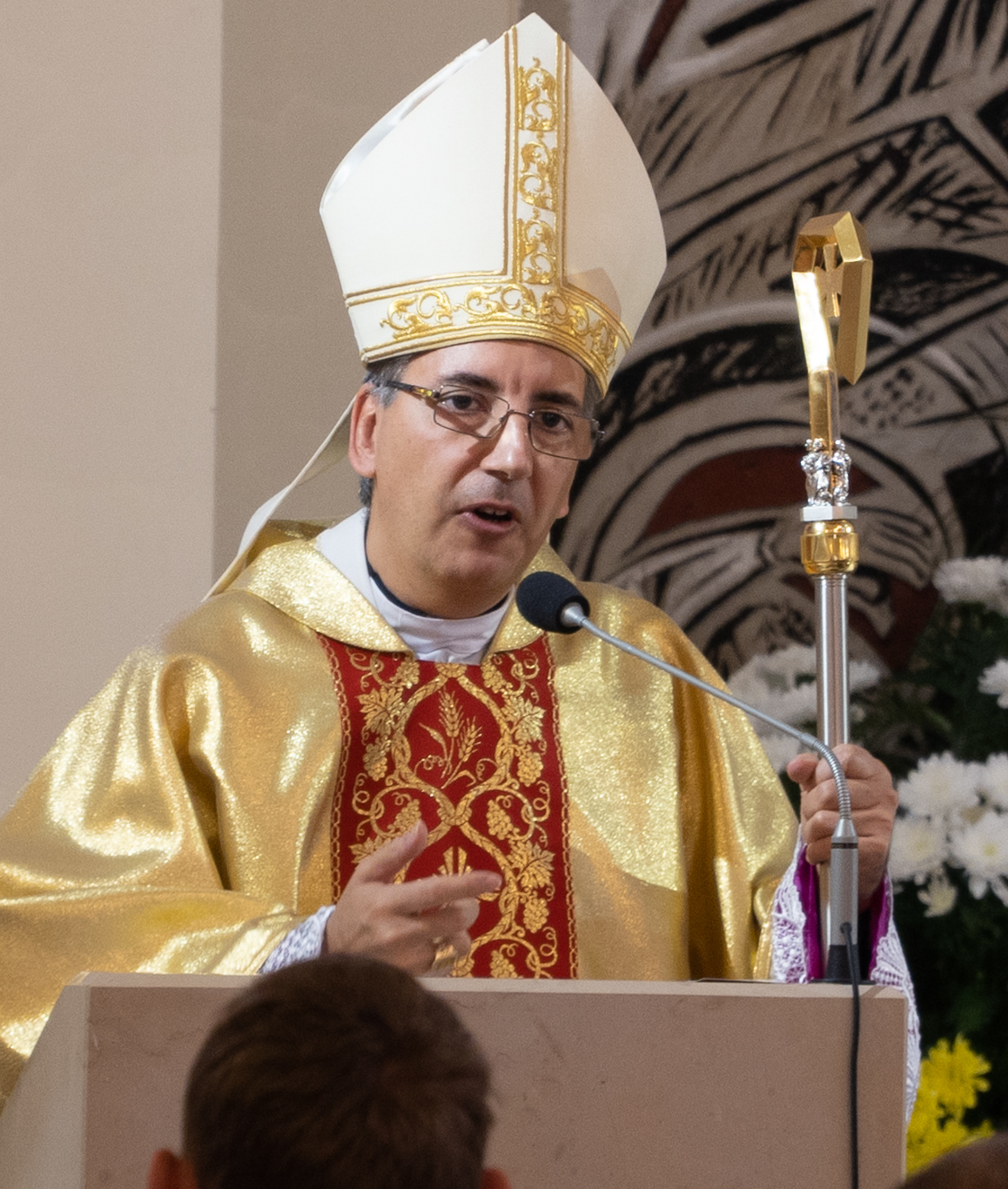
José Luis Mumbiela Sierra, obispo de la Santísima Trinidad en Almaty desde 2011

- Henry Theophilus Howaniec, O.F.M. † (7 de julio de 1999-5 de marzo de 2011 retirado)
- José Luis Mumbiela Sierra, desde el 5 de marzo de 2011